# Kuklík (rod)
Kuklík (Geum) je rod vytrvalých bylin z čeledi růžovitých.

## Botanický popis
Jsou to vytrvalé byliny s přímými, většinou větvenými a olistěnými lodyhami. Listy zpeřené nebo lyrovité. Květy u některých druhů jednotlivé, častěji ve vrcholičnatých květenstvích. Květy obvykle pětičetné, bílé, žluté, oranžové nebo červené. Tyčinek velké množství, gyneceum svrchní. Plodem je nažka s dlouhým zobánkem (rostrum) zakončeným háčkem (po opadnutí terminální části).

## Hospodářský význam
Kuklík městský je tradiční léčivkou, drogou je Radix Carophylatae. Ten se dříve používal i při výrobě piva.  Řada druhů kuklíků je pěstována jako okrasná rostlina.

## Rozšíření
Kuklíky jsou rozšířeny ve všech světadílech. Výskyt v Austrálii a na Novém Zélandu je jen adventivní. V Evropě roste minimálně 13 druhů (v širokém pojetí rodu). Z ČR je známo 5 druhů a 4 mezidruhoví kříženci.

## Příbuzné kuklice
Do rodu kuklík (Geum) je některými autory řazena skupina druhů, jež je jindy vyčleňována do samostatného rodu kuklice (Parageum). V Česku se jedná o druh:
- kuklice horská (Parageum montanum) (L.) HARA[5]

## Kuklíky v Česku
- kuklík městský (Geum urbanum) L. – běžný druh řady stanovišť vč. ruderálních
- kuklík potoční (Geum rivale) L. – druh vlhkých stanovišť
- kuklík šarlatový (Geum cocineum) SIBTH. et SM. – nepůvodní druh, pěstovaný v zahradách a parcích
- kuklík alepský (Geum aleppicum) JACQ. – pouze nečetný druhotný výskyt
- kuklík velkolistý (Geum macrophyllum) WILLD. – nepůvodní druh, snad místy i zplaňující

## Ostatní kuklíky v Evropě
Zahrnuje kuklíky v širokém pojetí rodu.
- Geum reptans – Alpy, Karpaty, hory Balkánu
- Geum montanum – viz kuklice horská
- Geum bulgaricum (kuklík bulharský) – Balkán
- Geum heterocarpum – hory Španělska, izolovaný výskyt ve Francii a Itálii
- Geum sylvaticum – jižní Evropa
- Geum pyrenaicum – Pyreneje
- Geum molle – Balkán, Itálie
- Geum hispidum – Švédsko, Španělsko